# Macropus antilopinus
Macropus antilopinus é uma espécie de marsupial da família Macropodidae.
É endêmica da Austrália.